# Bảo tàng Khu vực PTTK ở Konskie
Bảo tàng Khu vực PTTK ở Konskie (tiếng Ba Lan: Muzeum Regionalne PTTK w Końskich) là một bảo tàng tọa lạc tại số 1 Phố Partyzantów, Końskie, Ba Lan. Bảo tàng do chi nhánh địa phương của Hiệp hội Du lịch và Tham quan Ba Lan (PTTK) điều hành.

## Lịch sử
Bảo tàng Khu vực PTTK ở Konskie được thành lập vào tháng 1 năm 2004 với sự kiện Phòng Lưu niệm và Truyền thống Vùng Konec được khánh thành theo khởi xướng của chi nhánh PTTK địa phương. Năm 2008, Hội đồng Chính của PTTK đã thông qua nghị quyết chuyển đổi Phòng Lưu niệm và Truyền thống Vùng Konec thành Bảo tàng Khu vực PTTK.
Ban đầu, trụ sở của Bảo tàng là tòa nhà ở số 7 Phố Zamkowa. Tháng 9 năm 2009, các bộ sưu tập của Bảo tàng được chuyển đến trụ sở hiện tại.

## Triển lãm
Bộ sưu tập của Bảo tàng Khu vực PTTK ở Konskie hiện đang chủ yếu bao gồm các hiện vật có liên quan đến lịch sử của thị trấn và khu vực lân cận, đặc biệt nhấn mạnh vào thế kỷ 20: Chiến tranh thế giới thứ nhất, giai đoạn giữa hai cuộc chiến tranh và Chiến tranh thế giới thứ hai. Bảo tàng có một bộ sưu tập phong phú các hiện vật liên quan đến ngành công nghiệp ở địa phương (phần lớn từ các xưởng đúc sắt hiện nay không còn tồn tại). Triển lãm dân tộc học tại Bảo tàng bao gồm các công cụ và vật dụng hàng ngày, trong đó vật cổ nhất được sản xuất từ nửa đầu thế kỷ 19 và các bộ sưu tập nghệ thuật dân gian. Triển lãm tham quan của Bảo tàng bao gồm các bộ sưu tập có liên quan đến lịch sử du lịch của vùng Konec.

## Giờ mở cửa
Bảo tàng Khu vực PTTK ở Konskie hoạt động quanh năm, mở cửa từ thứ Hai đến thứ Sáu. Khách tham quan được vào cửa miễn phí.